# Invitation (EP)
Invitation es el EP debut de la cantante coreana-americana Ailee. Fue lanzado el 16 de octubre de 2012. Las canciones "Heaven" y "I Will Show You" fueron usadas como sencillos promocionales del EP.

## Lanzamiento y promoción
El miniálbum contiene 6 canciones. Fue producido por Kim Do Hoon, Lee Hyun Seung, Park Guentae, Duble Sidekick, Wheesung, y contó con la participación de artistas como Verbal Jint, Swings y Simon D.
El 6 de febrero, el adelanto del video musical para la canción debut "Heaven" fue lanzado. "Heaven" fue escrito y producido por Wheesung. El 9 del mismo mes, Ailee lanzó la canción y video musical, en la que participó Gi Kwang de BEAST. Más adelante, ella hizo su presentación debut en el programa musical M! Countdown de Mnet, y el día 11 de febrero en Inkigayo de SBS.
El 16 de octubre, Ailee reveló su video musical para su siguiente sencillo promocional I Will Show You, en el que tuvo la participación de G.O. de MBLAQ. En adición a este sencillo, ella reveló su primer EP denominado Invitation. El 18 de octubre, Ailee realizó su presentación de regreso en el programa musical M! Countdown. El 23 de noviembre, Ailee ganó, con esta canción, su primer premio en un programa musical en Music Bank.
"I Will Show You" debutó en el puesto 6 en la lista de sencillos de Gaon. A la semana siguiente, la canción subió hasta el puesto 3. "I Will Show You" alcanzó el puesto 2 en la lista K-pop Hot 100 y estuvo por dos semanas consecutivas en ese lugar. 
El 7 de diciembre de 2012, Ailee empezó las promociones para su tercer sencillo promocional «Evening Sky» en Music Bank de KBS.

## Lista de canciones
| N.º   | Título                                          | Letras                            | Música                         | Duración |  |
| 1.    | «I Will Show You» (보여줄게; Boyeojulge)        | Kang Eun Kyung                    | Lee Hyun Seung, Noh Ju Hwan    | 3:53     |  |
| 2.    | «Into the Storm» (폭풍속으로) (con Verbal Jint) | Duble Sidekick, Kim Jin Tae (rap) | Noh Ju Hwan                    | 3:31     |  |
| 3.    | «Evening Sky» (저녁 하늘)                       | Kim Yi Na                         | Tommy Park, Ok Jung Yong       | 3:55     |  |
| 4.    | «My Love» (con Swings)                          | Rado, Moon Ji Hoon (rap)          | Rado                           | 3:35     |  |
| 5.    | «Shut Up» (con Simon D)                         | Wheesung, Jung Ki Suk (rap)       | Moon Ha                        | 3:23     |  |
| 6.    | «Heaven»                                        | Wheesung                          | Wheesung, Lee Gi, Seo Yong Bae | 3:38     |  |
| 21:55 |                                                 |                                   |                                |          |  |

## Posicionamiento en listas
| Ranking                   | Posición |
| ------------------------- | -------- |
| Gaon Weekly Album Chart   | 10       |
| Gaon Monthly albums chart | 26       |

## Ventas
| Ranking     | Ventas  |
| ----------- | ------- |
| Gaon Físico | +15 060 |